# آشور دان الثاني
آشور دان الثاني هو ملك لآشور من القرن 10 ق م، حسب قائمة ملوك آشور ذكرت أنه حكم لمدة سنتين، من سنة 935 إلى سنة 912 ق م. خلف الحكم من والده تغلث فلاسر الثاني، أعاد قوة آشور نسبياً وتمكن من إسترجاع عدة مناطق إحتلها الآراميين وقام بعدة مشاريع عمرانية في مدن آشور ونينوى وأربيل وطور عبدين. خلفه في الحكم أداد نيراري الثاني.